# Stegea
Stegea és un gènere d'arnes de la família Crambidae.

## Taxonomia
- Stegea clarkei
- Stegea eripalis Grote, 1878
- Stegea fiachnalis
- Stegea hermalis (Schaus, 1920)
- Stegea jamaicensis
- Stegea mexicana
- Stegea minutalis
- Stegea powelli
- Stegea salutalis
- Stegea simplicialis
- Stegea sola